# Église Saint-Rémi de Voyenne
L'église Saint-Rémi de Voyenne est une église située à Voyenne, en France.

## Description

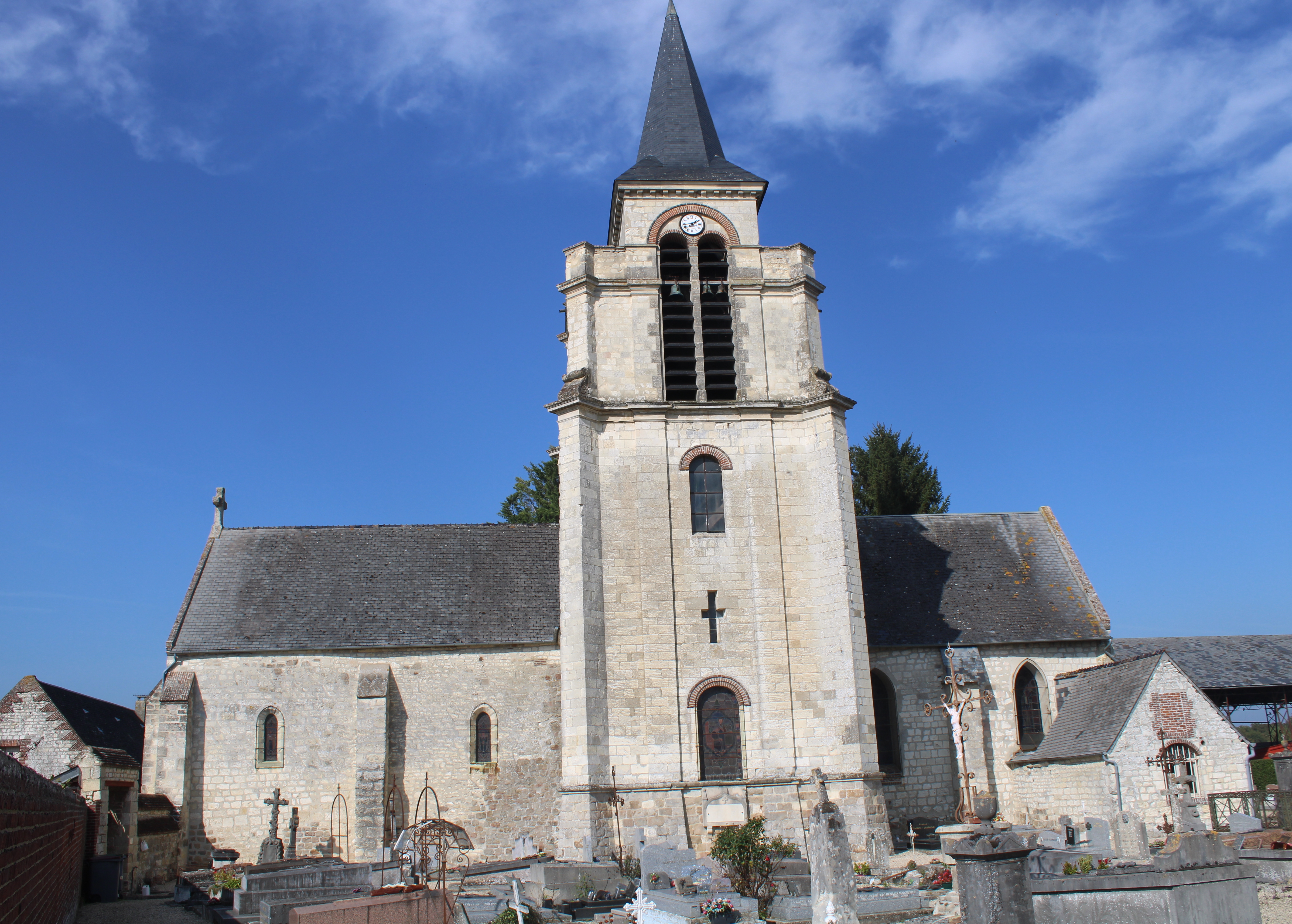
Vue d'ensemble de l'église.
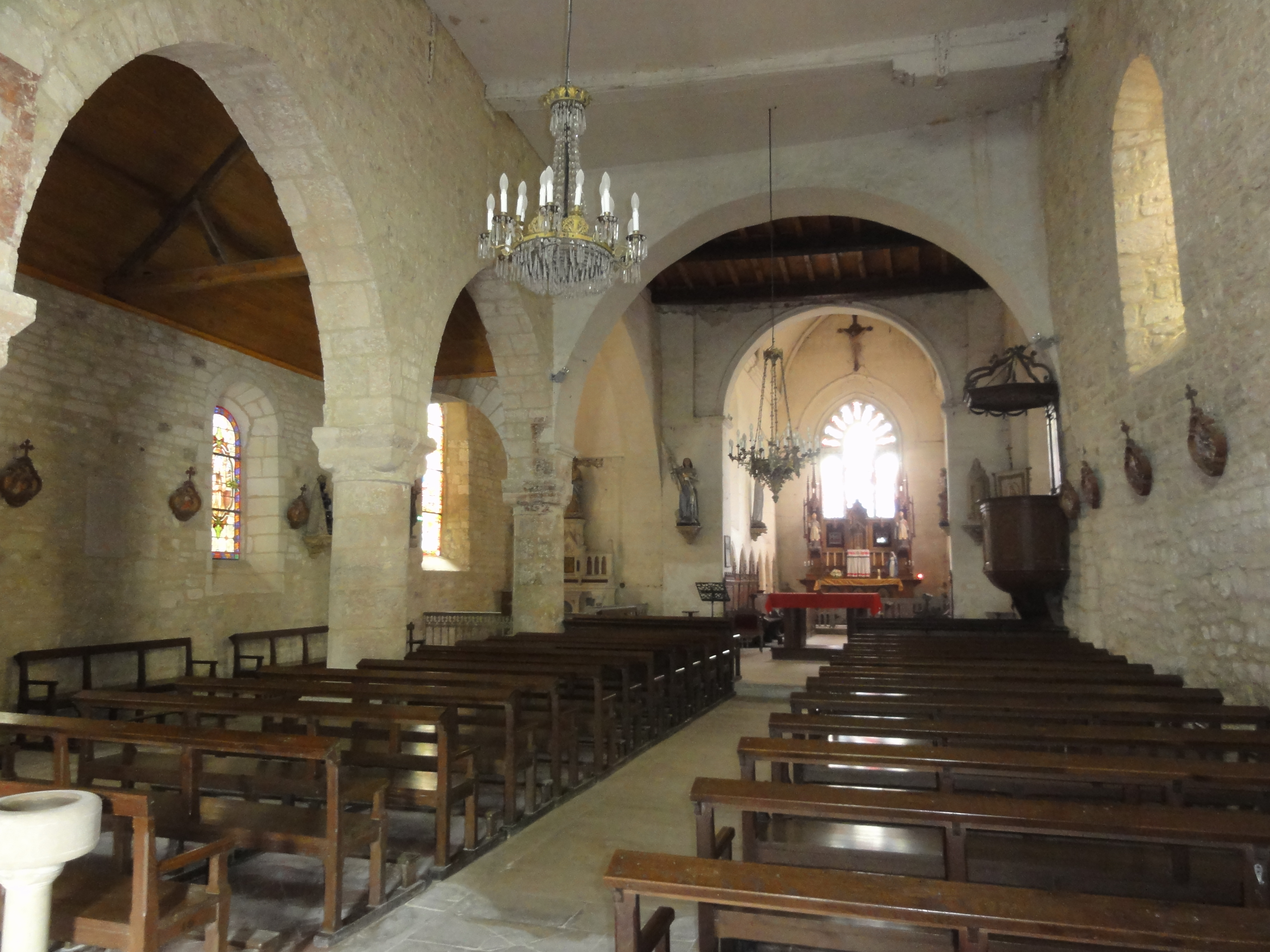
Intérieur.
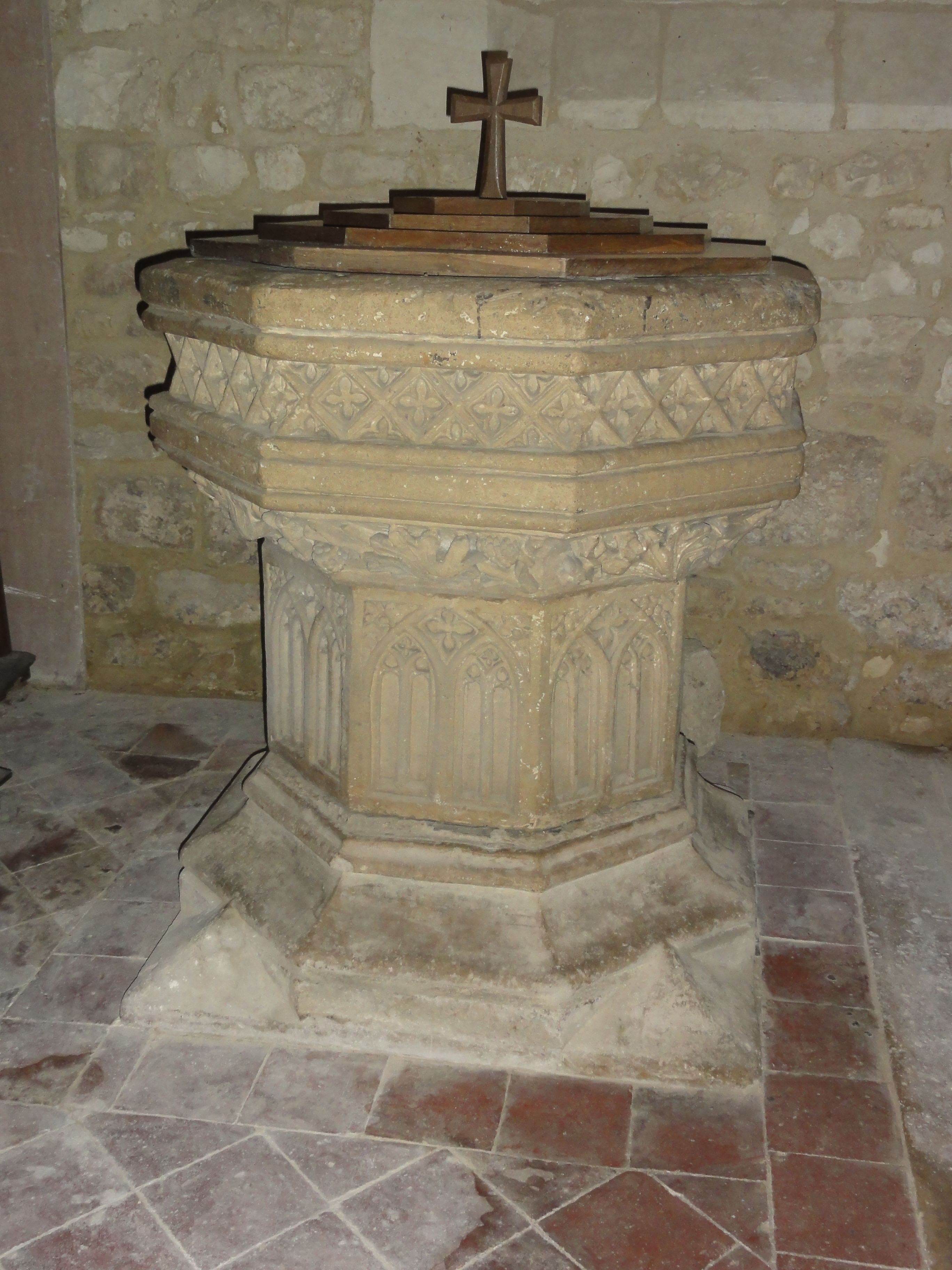
Fonts baptismaux.
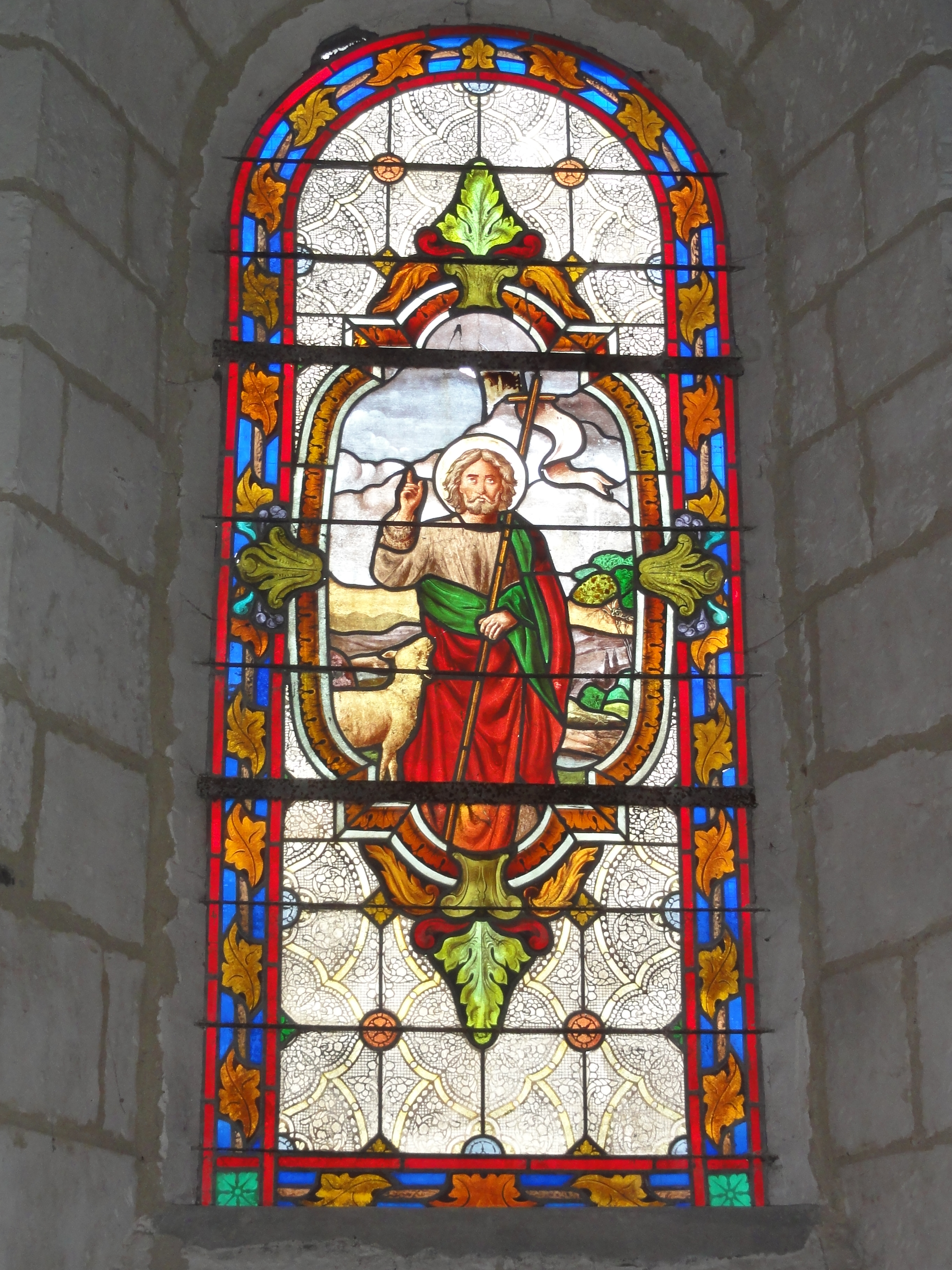
Vitrail.
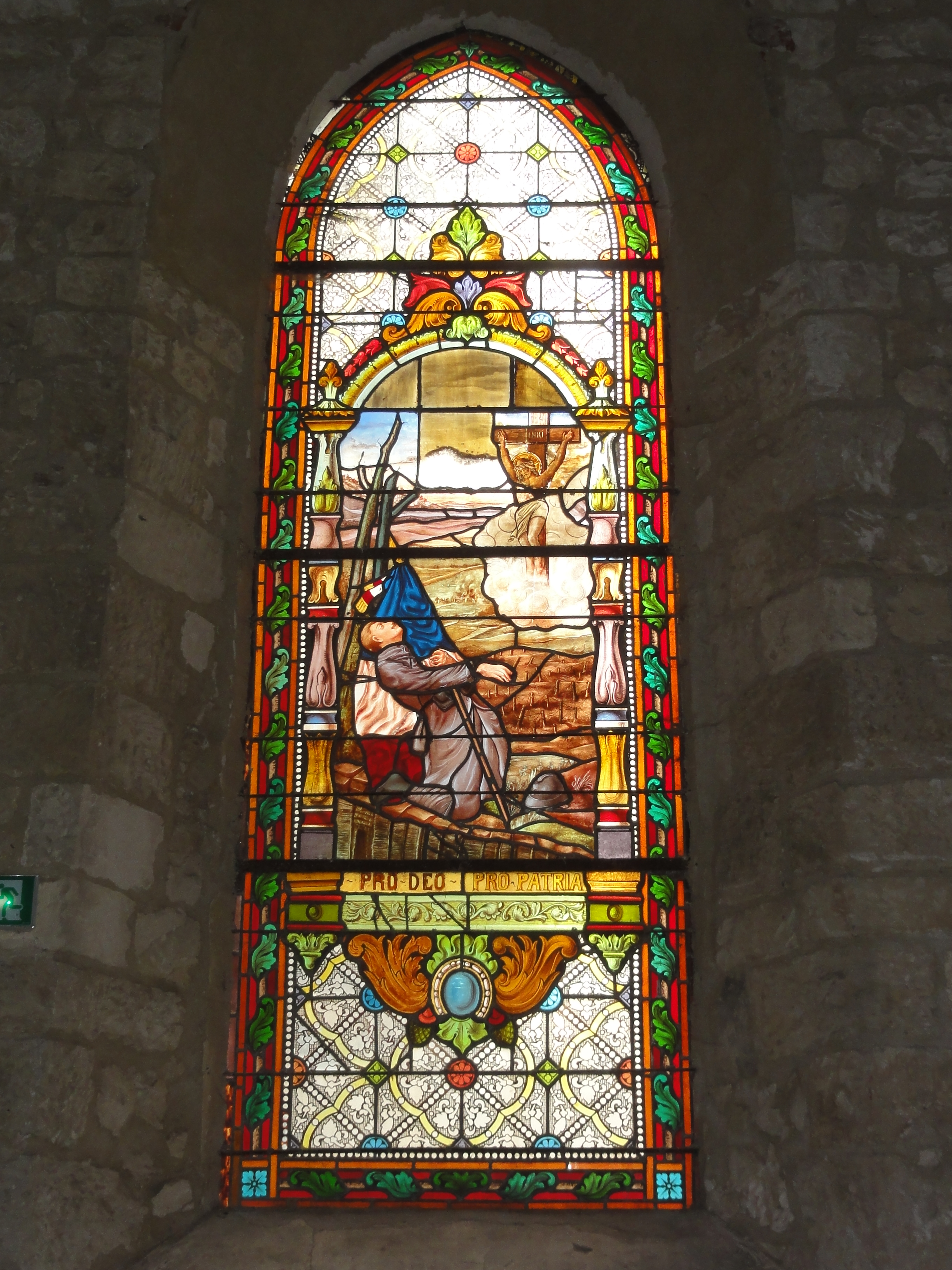
Vitrail.
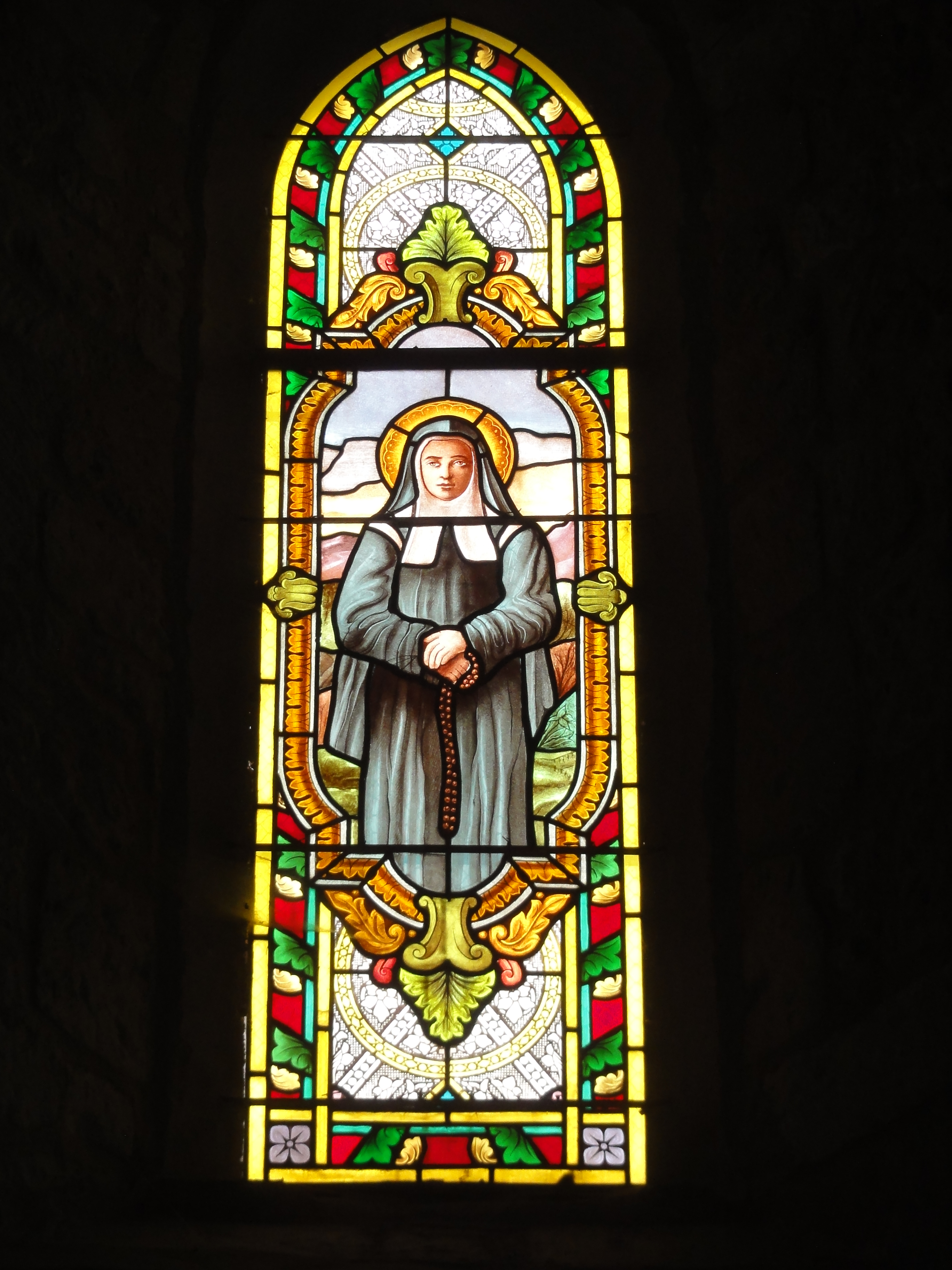
Vitrail.

## Localisation
L'église est située sur la commune de Voyenne, dans le département de l'Aisne.